# Grijsgevlekte kathaai
De grijsgevlekte kathaai (Asymbolus analis) is een vissensoort uit de familie van de Pentanchidae. De wetenschappelijke naam van de soort is voor het eerst geldig gepubliceerd in 1885 door Ogilby.